# Is Is
Is Is är rockgruppen Yeah Yeah Yeahs tredje EP som släpptes den 24 juli 2007. Spåren på EP:n skrevs under 2004, samtidigt som bandet turnerade bakom sitt första album Fever to Tell.

## Låtlista
1. "Rockers to Swallow" - 3:11
2. "Down Boy" - 3:54
3. "Kiss Kiss" - 2:45
4. "Isis" - 4:00
5. "10 X 10" - 3:44

## Medverkande
- Brian Chase – trummor
- Nick Zinner – gitarrer
- Karen O – sång